# Niels Frederik Jespersen
Niels Frederik Jespersen (født 13. december 1798 i København, død 27. februar 1862) var en dansk landmand og politiker.
Han var søn af justitiarius Jesper Jespersen,  blev i 1818 student og i 1825 teologisk kandidat. Han var i flere år løjtnant i studenterkorpset og blev i 1835 kaptajn.
I 1827 købte Jespersen Grønnebjerggård ved Holbæk, som han ejede i 24 år. Han var 1832-51 medlem af bestyrelsen for Holbæk Amts landøkonomiske Selskab og 1842-51 for Holbæk Sparekasse. Han var endvidere formand for sogneforstanderskabet og medlem af amtsrådet. 
I 1846 var han medstifter af Bondevennernes Selskab og medlem af bestyrelsen indtil 
maj 1848, hvor han ligesom Johan Christian Drewsen udtrådte på grund af uenighed med Balthazar Christensen. I 1848 blev Jespersen han stænderdeputeret og blev valgt til Den grundlovgivende Rigsforsamling. Hans politiske karriere fortsatte i 1854-61, hvor han var folketingsmand og blev 1858 justitsråd. Fra 1861 indtil sin død var han desuden formand for Frederiksberg Kommunalbestyrelse.
Han blev gift første gang i 1827 med Maria Jespersen (1802-1853), datter af byskriver i Nexø, Peder Dam Jespersen (1772-1835), og anden gang i 1856 med Susanne Leschly (født 1829), datter af kaptajn og landinspektør Ernst Leschly.